# Vinicio Facca
Vinicio Facca (Azzano Decimo, 17 maggio 1939 – Azzano Decimo, 26 giugno 2011) è stato un calciatore italiano, di ruolo difensore.

## Carriera
Figlio di un soldato morto in Russia e di una madre operaia, inizia la carriera nei campionati dilettantistici del Friuli con le squadre di Tiezzo e Azzanese. Passa poi al Pordenone dove viene allenato prima da Omero Tognon e poi da Renato Cesarini. A 20 anni viene acquistato dal Lecco neopromosso in Serie A. È uno dei protagonisti delle stagioni d'oro (anni sessanta) dei blucelesti, con cui disputa tre campionati di Serie A per complessive 74 presenze in massima serie, e cinque di Serie B, per complessive 151 presenze ed una rete fra i cadetti, conquistando una promozione in massima serie nella stagione 1965-1966.
La sua carriera termina il 2 giugno 1968 a soli 29 anni, quando durante una partita giocata a Verona resta coinvolto in un episodio di violenza negli stadi. Mentre sta salutando il capitano gialloblu Mascetti una scheggia di vetro di una bottiglietta di aranciata lanciata dagli spalti, frantumatasi su un'inferriata, lo colpisce sul volto, provocandogli una lesione gravissima che porta alla rimozione dell'occhio destro.
Alla sua memoria è stato intitolato lo Stadio Comunale di Azzano Decimo (PN) che ora si chiama "Stadio Comunale Vinicio Facca".